# Progressive Pseudorheumatoide Arthropathie
Die Progressive Pseudorheumatoide Arthropathie des Kindesalters ist eine sehr seltene angeborene Erkrankung mit einer Kombination von Spondyloepiphysärer Dysplasie und progressiver Arthropathie.
Synonyme sind: Spondyloepiphysäre Dysplasie (SED) mit progressiver Arthropathie; englisch Progressive pseudorheumatoid arthropathy of childhood; ppac; sedt-pa; progressive pseudorheumatoid dysplasia; PPD

## Verbreitung
Die Häufigkeit wird mit  1–9 zu 1.000.000 angegeben, die Vererbung erfolgt autosomal-rezessiv. Die Krankheit ist hauptsächlich im Mittleren Osten und im Maghreb verbreitet.

## Ursache
Der Erkrankung liegen Mutationen im WISP3-Gen im Chromosom 6 am Genort q21 zugrunde, was für einen Wachstumsregulator kodiert.

## Klinische Erscheinungen
Die Erkrankung beginnt im Vorschul- oder Schulalter (zwischen 2 und 11 Jahren) mit Gelenkschwellung der handgelenksnahen Fingergelenke. Es zeigen sich einer Erweiterung der Epiphysen, Gelenkspaltverschmälerungen, Abflachung von Wirbelkörpern und zunehmende Zerstörung der Gelenke. Zusätzlich treten Muskelschwäche und Bewegungseinschränkungen auf. Darüber hinaus stellen sich Kniefehlstellungen (Genu varum oder Genu valgum) und Wirbelsäulenverkrümmungen (Hyperlordose, Kyphose) ein. Außerhalb des Bewegungsapparats treten keine Veränderungen auf.

## Diagnose
Die Diagnose stützt sich auf die klinischen und radiologischen Befunde.
Im Röntgenbild sind wesentliche Kriterien zusätzlich zum Bild der Spondyloepiphysären Dysplasie:
- Osteoporose
- Platyspondylie
- Synoviale Chondromatose
- keine entzündlichen Gelenkveränderungen

## Differentialdiagnose
Abzugrenzen ist:
- Juvenile idiopathische Arthritis
- Idiopathische juvenile Osteoporose.
- Spondyloepiphysäre Dysplasie Tarda
- Mukopolysaccharidose

## Geschichte
Die Erstbeschreibung erfolgte im Jahre 1983 durch den Mainzer Kinderarzt Jürgen Spranger und Mitarbeiter.